# زندگی زیباست (مجموعه تلویزیونی)
زندگی زیباست سریالی است به کارگردانی قاسم جعفری با بازی بازیگران جوان که در سال ۱۳۹۸ تولید شده‌است. این سریال در تیر ماه ۱۴۰۰ پس از دو سال وقفه از شبکه دو سیما پخش شد.

## خلاصه داستان
داستان سریال دربارهٔ چگونگی رسیدن هفت عاشق و معشوق به یکدیگر است.

## بازیگران
| عنوان بازیگر     | نقش (کارکتر)      | توضیحات نقش |
| ---------------- | ----------------- | ----------- |
| سعید زارعی       | سعید              |             |
| شهرزاد جعفری     | شوکا              |             |
| سجاد بابایی      | دانیال            |             |
| سارا مقربی       | سارا              |             |
| علیرضا رسولی     | کاوه              |             |
| آزاده سیفی       | نگار              |             |
| رامین آزان       | ماهان             |             |
| ستایش رجایی نیا  | مینا              |             |
| حمید رشید        | آرش               |             |
| یاسمین خلدبرین   | یاسی              |             |
| ثریا قاسمی       | دایی ثریا         |             |
| بیژن بنفشه‌خواه   | بیژن              |             |
| نیما رئیسی       | هومن              |             |
| امید روحانی      | رستم خان          |             |
| مهتاج نجومی      | تهمینه            |             |
| رسول نجفیان      | رسول              |             |
| جمشید جهان‌زاده   | پدر کاوه          |             |
| اردلان شجاع کاوه | دکتر=پدر سعید     |             |
| الهام جعفرنژاد   | صفورا             |             |
| صحرا اسدالهی     | صحرا              |             |
| سیاوش قلعه وردی  | عالم              |             |
| علیرضا ناصحی     | پلیس              |             |
| رها علیپور       | لیلا              |             |
| امیر امیری       |                   |             |
| مینو پیروز       | سپیده و مادر سعید |             |

## ۲ سال بلاتکلیفی
«سریال زندگی زیباست»، با نام قبلی عشق مجموعه تلویزیونی (ایرانی) محصول سال ۱۳۹۸ به کارگردانی قاسم جعفری است که در ژانر عاشقانه و درام ساخته شده‌است و پس از دو سال بلاتکلیفی در نهایت تیرماه ۱۴۰۰ در ساعت ۲۱:۳۰ از شبکه دو پخش شد.
در پی پخش نشدن این سریال بازیگران جوان سریال، به علی عسگری، رئیس سازمان صداوسیما نامه نوشتند و درخواست کردند سریالشان پس از یک سال بلاتکلیفی تعیین تکلیف شود.
نامه قاسم جعفری

## نامه کارگردان به رئیس صدا و سیما
قاسم جعفری کارگردان این سریال در ۲۲ مرداد ۱۴۰۰ در نامه‌ای خطاب به عبدالعلی علی‌عسگری رئیس سازمان صدا و سیمای جمهوری اسلامی ایران نسبت به سانسور بیش از ۶۰۰ دقیقه از سریال و عدم پخش هشت قسمت ابتدایی آن انتقادات تندی کرده‌است.